# Mensaje de Navidad de Su Majestad el Rey

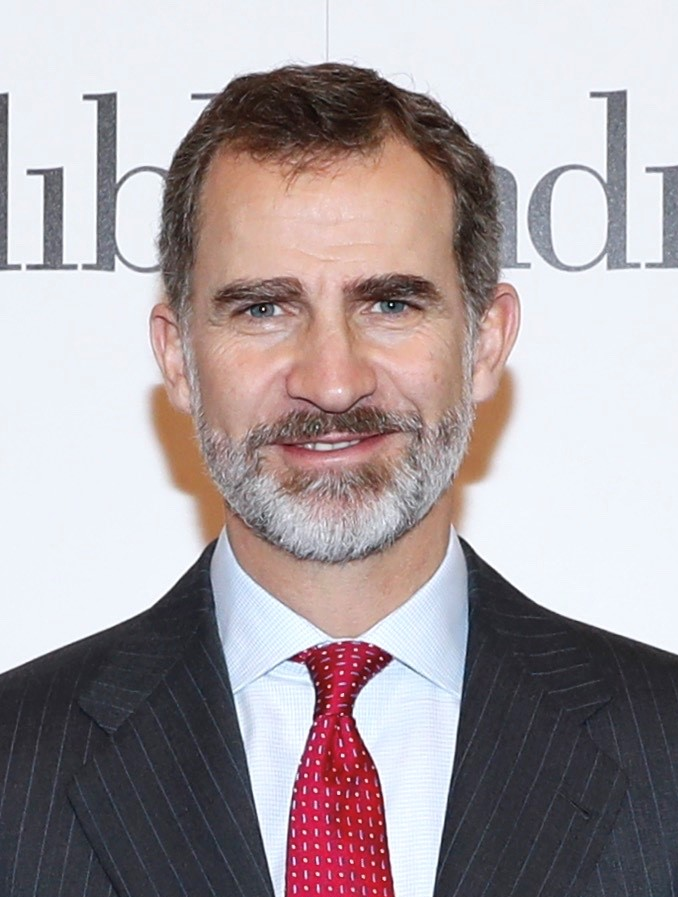
Felipe VI, rey de España

El Mensaje de Navidad de Su Majestad el Rey, comúnmente conocido como discurso de Navidad, es un mensaje televisivo realizado por el monarca de España y emitido en diferido ante todo el país por los medios de comunicación, a las 21:00 horas en la Nochebuena, víspera del día de Navidad. La Casa Real propone anualmente el texto del mensaje, y el Gobierno examina, enmienda y aprueba su contenido y forma desde 1979, tras la aprobación de la Constitución. Anteriormente, el mensaje lo elaboraba libremente la jefatura del Estado.
Esta tradición emula a la iniciada por Jorge V del Reino Unido, que dirigió un mensaje que se retransmitió por todo el Imperio británico el día de Navidad de 1934. La propuesta se la trasladó a este monarca británico el fundador de la BBC, John Reith, en 1922 y en 1932. En España, la introdujo Francisco Franco en la Nochevieja de 1937. Tras su fallecimiento en 1975, y para evitar su asociación con el franquismo, el rey Juan Carlos I la trasladó al día de Nochebuena. Los presidentes autonómicos (en diferentes fechas a la del jefe del Estado) han adoptado esta tradición igualmente, y casi todos ellos emiten sus propios discursos de fin de año para su ámbito territorial.

## Historia
La tradición del discurso navideño en España fue iniciada por el dictador Francisco Franco, quien se dirigió por primera vez en la Nochevieja de 1937 a los «combatientes de España por la causa». Esa tradición se instauró de forma anual (excepto entre 1940 y 1945, en que no hubo discurso) y desde 1946 hasta 1974, dio un discurso cada fin de año, para mandar un mensaje a los españoles. El último sería en 1974, en el cual envió su «más cordial mensaje de felicitación navideña» en la que, entre otros asuntos, apeló a la unidad de la nación. Franco falleció el 20 de noviembre de 1975, y el siguiente discurso fue realizado por el ya rey Juan Carlos I. Este, como contó el periodista Ramón Pérez-Maura, creyó que había que alejarse de él y trasladó la tradición al 24 de diciembre, día de Nochebuena.
El discurso continúa hoy en día siendo una tradición cada Nochebuena, en la que el monarca hace un balance de la situación económica, política, social y cultural del Reino, aludiendo siempre a la unidad de España y al diálogo. Con la abdicación del rey Juan Carlos, desde 2014 es su hijo, el rey Felipe VI, quien continúa dicha tradición.

## Emisión
El Mensaje de Navidad de Su Majestad el Rey se emite en directo en las principales cadenas de la televisión española (La 1, La 2, Antena3, Cuatro, La Sexta, Telecinco), así como las televisiones autonómicas tanto públicas como privadas acceden a la señal institucional que ofrece RTVE, emitiendo habitualmente casi todas ellas el discurso. También se emite por Radio 1 y por todas aquellas radiodifusoras privadas que lo desean. El mensaje lo graba un equipo de TVE un par de días antes de Nochebuena, y se emite a las 21:00 horas del día 24 de diciembre. Su duración aproximada es de unos 15 minutos. El discurso se lleva a cabo en el despacho del monarca del Palacio de la Zarzuela, o en alguno de los salones de dicho Palacio, aunque en 2015 el rey Felipe VI cambió puntualmente el escenario al Salón del Trono del Palacio Real de Madrid, como símbolo de «la grandeza de España». Sin embargo, en 2016 volvió a dar el discurso desde el Palacio de la Zarzuela. El Discurso del Rey comienza siempre con una cabecera con el Himno Nacional de España, normalmente en versión corta, en la que se visualiza el escudo de Armas del Rey y la fachada principal del Palacio de la Zarzuela o del Palacio Real, y termina de nuevo con el Himno Nacional y fotografías de la Familia Real. Desde 2012, la Casa Real retransmite también el Mensaje del Rey a través de su canal de YouTube y Twitter. 
El mensaje alcanzó su récord documentado de audiencia televisiva en el año 2000 con 9,1 millones de personas y un 87,2% de cuota de pantalla, aunque probablemente tuviese aún mayor audiencia durante finales de la década de 1970, al haber solo un canal de televisión, si bien no hay datos que lo certifiquen. El mínimo de audiencia se alcanzó el año 2016 con 5,82 millones de telespectadores y un 57,6% de cuota de pantalla. A esto hay que sumarle los millones de radioyentes y diversas redes sociales así como la repercusión que tiene en los días posteriores en los informativos, la prensa escrita y los dispositivos tecnológicos. 

### Mensajes extraordinarios del Monarca a la Nación
El rey Juan Carlos I, solo dirigió cuatro mensajes extraordinarios a la Nación durante los cuarenta años de su reinado. El primero con motivo del intento de golpe de Estado el 23 de febrero de 1981, y el segundo el 11 de marzo de 2004 con motivo de los atentados de Atocha en Madrid en los que murieron 192 ciudadanos. El 23 de marzo de 2014 dirigió un breve mensaje a la Nación con motivo del fallecimiento del expresidente del Gobierno Adolfo Suárez, y el 2 de junio de ese mismo año se despidió de los españoles y anunció su abdicación en su hijo el príncipe Felipe.
Desde su proclamación, el rey Felipe VI se ha dirigido dos veces a la Nación. La primera tuvo lugar el 3 de octubre de 2017, con motivo de los acontecimientos extraordinarios vividos en la Comunidad Autónoma de Cataluña. Todas las televisiones del país conectaron con el Mensaje del Rey que contó con 12,5 millones de espectadores y obtuvo una cuota de pantalla del 76,7%. La repercusión del Mensaje del Rey fue máxima, tanto por televisión y radio españolas como en los medios de comunicación internacionales que lo siguieron en directo. El Mensaje tuvo una duración de casi 7 minutos. Durante su mensaje, el rey Felipe VI apareció sentado en su despacho del Palacio de la Zarzuela junto a las Banderas de España y de la Unión Europea y, en él, se dirigió a todos los españoles, defendió la legalidad constitucional y subrayó «el firme compromiso de la Corona con la Constitución y con la democracia, su entrega al entendimiento y la concordia entre españoles, y su compromiso como rey con la unidad y la permanencia de España». Además, el monarca manifestó su apoyo a todos los catalanes que se sienten españoles, recordando que no están solos, ni lo estarán, pues cuentan con todo el apoyo y afecto del resto del pueblo español. La segunda se produjo el 18 de marzo de 2020 a causa de la pandemia de COVID-19, España ha sido uno de los países más afectados del mundo tanto en su población como en la economía.

## Audiencia
El año de mayor audiencia del rey Felipe VI fue en 2020 con 10.760.000 de espectadores y una cuota de pantalla de 71,0%. El año de mayor audiencia del rey Juan Carlos I entre los años 1992 y 2013 fue en 1993 con 10.254.000 espectadores y una cuota de pantalla de 94,5%.
| Año  | Número de espectadores | Cuota de pantalla | Monarca           |
| ---- | ---------------------- | ----------------- | ----------------- |
| 1992 | 9 934 000              | 93,1%             | Rey Juan Carlos I |
| 1993 | 10 254 000             | 94,5%             | Rey Juan Carlos I |
| 1994 | 9 307 000              | 91,6%             | Rey Juan Carlos I |
| 1995 | 9 809 000              | 93,8%             | Rey Juan Carlos I |
| 1996 | 9 065 000              | 89,1%             | Rey Juan Carlos I |
| 1997 | 9 098 000              | 91,1%             | Rey Juan Carlos I |
| 1998 | 8 924 000              | 87,3%             | Rey Juan Carlos I |
| 1999 | 8 950 000              | 88,3%             | Rey Juan Carlos I |
| 2000 | 9 037 000              | 86,5%             | Rey Juan Carlos I |
| 2001 | 8 882 000              | 86,8%             | Rey Juan Carlos I |
| 2002 | 8 174 000              | 85,2%             | Rey Juan Carlos I |
| 2003 | 8 374 000              | 84,7%             | Rey Juan Carlos I |
| 2004 | 8 145 000              | 84,3%             | Rey Juan Carlos I |
| 2005 | 8 598 000              | 83,5%             | Rey Juan Carlos I |
| 2006 | 8 639 000              | 81,9%             | Rey Juan Carlos I |
| 2007 | 8 691 000              | 82,5%             | Rey Juan Carlos I |
| 2008 | 8 516 000              | 78,7%             | Rey Juan Carlos I |
| 2009 | 7 954 000              | 71,8%             | Rey Juan Carlos I |
| 2010 | 7 111 000              | 65,6%             | Rey Juan Carlos I |
| 2011 | 7 148 000              | 64,0%             | Rey Juan Carlos I |
| 2012 | 6 884 000              | 64,0%             | Rey Juan Carlos I |
| 2013 | 6 557 000              | 60,2%             | Rey Juan Carlos I |
| 2014 | 8 239 000              | 73,4%             | Rey Felipe VI     |
| 2015 | 6 658 000              | 65,0%             | Rey Felipe VI     |
| 2016 | 5 822 000              | 57,6%             | Rey Felipe VI     |
| 2017 | 8 139 000              | 65,7%             | Rey Felipe VI     |
| 2018 | 7 944 000              | 70,6%             | Rey Felipe VI     |
| 2019 | 7 537 000              | 65,1%             | Rey Felipe VI     |
| 2020 | 10 760 000             | 71,0%             | Rey Felipe VI     |
| 2021 | 7 933 000              | 64,1%             | Rey Felipe VI     |
| 2022 | 6 761 000              | 65,3%             | Rey Felipe VI     |
| 2023 | 6 044 000              | 64,1%             | Rey Felipe VI     |
| 2024 | 5 907 000              | 62,4%             | Rey Felipe VI     |

## En la cultura popular
- Durante el reinado de Juan Carlos I, sus discursos comenzaron con la frase «La Reina y yo». Esta frase hecha ha pasado a la cultura como una frase típica del rey y ha sido parodiada en numerosas ocasiones. Su hijo, Felipe VI, sin embargo, no ha hecho uso de ella.[14]
- Otra frase hecha también muy conocida y parodiada de Juan Carlos I es «me llena de orgullo y satisfacción», aunque nunca ha sido formulada así en un discurso navideño.[15]